# Дізнайся мене
«Впізнай мене» (рос. Узнай меня) — радянський художній фільм 1979 року, знятий на Кіностудії ім. О. Довженка.

## Сюжет
На комсомольсько-молодіжне будівництво заводу приїжджає молоденька Ольга. Крім звичайного для всіх приїхавших бажання утвердитися, у неї є особисті плани, пов'язані з майбутнім директором заводу, що будувався, її земляком і… давньою любов'ю.

## У ролях
- Ірина Савіна — Ольга Снеженко, покрівельниця
- Юрій Григор'єв — Олександр Олександрович Дорохов
- Отабек Ганієв — Рустам, шофер, романтик і поет
- Семен Морозов — Віктор Іванович Мурашко, бригадир покрівельників
- Наталія Древіна — Ніна
- Олександр Мовчан — начальник будівництва
- Юрій Рудченко — Юрій Іванович Попов
- Людмила Кузьміна — комсорг бригади
- У зйомках фільму брали участь члени бригади моторолерної дільниці №2 управління «Спецбудмонтаж» м. Набережні Челни

## Знімальна група
- Сценаристи: Аркадій Інін, Олександр Червінський
- Режисер-постановник: Володимир Попков
- Оператор-постановник: Валерій Грозак
- Художник-постановник: В'ячеслав Капленко
- Композитор: Олександр Зацепін
- Пісні на вірші Леоніда Дербеньова
- Режисери:  О. Візир, Юрій Хоменко
- Оператор: А. Москаленко
- Звукооператор: В. Брюнчугін
- Режисер монтажу: Тамара Сердюк
- Художник по костюмах: Світлана Побережна
- Художник по гриму: Т. Головченко
- Комбіновані зйомки: оператор — Валерій Осадчий, художник — Михайло Полунін
- Вокально-інструментальний ансамбль «Аракс», керівник — С. Рудницький, солісти — Тетяна Анциферова, Анатолій Альошин, Сергій Бєліков
- Редактор: Марина Меднікова
- Директор картини: Володимир Князєв

## Саундтрек
- Александр Зацепин, Леонид Дербенёв, Группа «Аракс» — Песни из к\ф «Узнай меня» (1980 «Мелодия» С60-14995-6, LP)[1]